# 예천소방서
예천소방서는 경상북도 예천군을 관할하는 경상북도 소방본부 소속 소방서이다.

## 연혁
- 2019년 6월 10일 예천소방서 개서.